# Mordechai Rotenberg

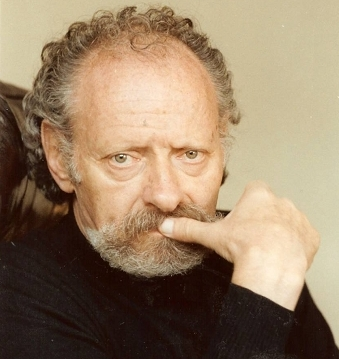
Mordechai Rotenberg

Mordechai Rotenberg (în ebraică:מרדכי רוטנברג, născut în 1932 la Breslau (azi Wroclaw)) este un sociolog, psiholog și pedagog israelian, evreu născut in Silezia.  Rotenberg este profesor de asistență socială la Universitatea Ebraică din Ierusalim, laureat al premiului de stat al Israelului (Premiul Israel) pentru cercetări în domeniul asistenței sociale.
El este cercetător la Centrul pentru probleme publice și de stat din Ierusalim. Cărțile sale se ocupă de o mare varietate de subiecte din domeniile sociologiei, psihologiei și al asistenței sociale. Majoritatea au fost publicate în engleză, și traduse apoi în ebraică, franceză și japoneză.

## Biografie
Mordechai Rotenberg s-a născut ]n 1932 la Breslau (Wrocław) în Silezia, (atunci în Germania, în prezent, Polonia). Tatăl său, proprietarul unei edituri la Breslau, era originar din Varșovia și era un urmaș al rabinului Itzhak Meir Alter, fondatorul sectei hasidice Gur.
După preluarea puterii in Germania de către național-socialiști, el a fost arestat. 
În anul 1939, în ajunul celui de-Al Doilea Război Mondial familia a izbutit să părăsească Germania nazistă, și să emigreze în Palestina. Tatăl a deschis o mică tipografie la Ierusalim. Rotenberg a crescut într-o casă evreiască ultra-ortodoxă, alături de încă trei frați și o soră.
Mordechai Rotenberg a luat parte la 16 ani la luptele  de la Ierusalim din cadrul Războiului de Independență al Israelului. După mărturia sa personală el a aruncat un cocktail Molotov în direcția unei coloane blindate transiordaniene , care înainta spre Mănăstirea Notre Dame din Ierusalim⁠(es)[traduceți] și a contribuit la oprirea și retragerea acelei coloane. Ulterior a luat parte la construirea drumului cunoscut ca „Drumul Burma” către Ierusalimul împresurat, precum și la alte operații militare.
În anii 1954-1956 Rotenberg a studiat asistența socială la Universitatea Ebraică, apoi a lucrat ca asistent social în Consiliul regional Azata și ca ofițer de probație la Ierusalim. În paralel el a învățat sociologia și pedagogia. 
În 1960  el a absolvit Universitatea Ebraică. În 1962 a terminat titlul de master în asistența socială și criminologie la Universitatea New York, iar în 1969 doctoratul la Universitatea Berkeley din California. La întoarcerea în Israel a lucrat ca inspector pentru instituțiile închise pentru tineret delicvent. 
Din 1970 el s-a alăturat cadrelor facultății de asistență socială a Universității din Ierusalim, unde a devenit profesor în 1980.   A fondat acolo o noua disciplină „Psihologie și religie”
Rotenberg a fost profesor oaspete la Universitatea Pennsylvania, la Berkeley, la Seminarul Teologic Evreiesc JTS din America, la City University din New York și la Yeshiva University din New York.

## Orientarea sa terapeutică
Rotenberg a elaborat teorii terapeutice inovatoare bazate pe interpretări psihologice ale unor concepte din tradiția religioasă iudaică - din hasidism și din Midraș.
El descrie această orientare a sa ca o "re-biografie" sau recompunere a biografiei personale sau a „melodiei vieții” pacientului care să permită conviețuirea cu noul text. 
Nu e nevoie de șters trecutul ci de reintegrat într-o noua compoziție, si in acest scop,  terapeutul se folosește de citate din Talmud.

### Paradigma Tzimtzum
Rotenberg a adoptat paradigma cabalistică-hasidică a contracției, a restrângerii, a autolimitării - în ebraică Tzimtzum, care, după opinia sa, poate avea implicații semnificative în tratamentul psihologic. Conform acestei paradigme, restrângerea lui Dumnezeu pentru a face loc lumii  servește drept model pentru comportamentul și interacția umană. Modelul Tzimtzum de „psihologie iudaică” promovează o orientare unică centrată pe comunitate, pe care autorul o opune limbajului psihologic „occidental”.
Plecând de la cartea sa despre fundamentalismul religios, în 1999 Rotenberg a întreprins câteva dialoguri unice în Egipt pentru a explora învățămintele educaționale -interconfesionale care se pot trage din Midrașul evreiesc și care izbutesc să neutralizeze dogmatismul religios prin aderarea la principiul pluralistic al interpretării.
După 2002 el a participat la dialoguri intercofesionale similare in Israel, în Croația și Turcia.

## Cărți
- Damnation and Deviance: The Protestant Ethic and the Spirit of Failure
- Rewriting the Self: Psychotherapy and Midrash

1999 *The Yetzer: A Kabbalistic Psychology of Eroticism and Human Sexuality (Instinctul:psihologie cabalistică a erotismului și sexualității umane)
- Hasidic Psychology: Making Space for Others

1999 - *Creativity and Sexuality: A Kabbalistic Experience
- Between Rationality and Irrationality: The Jewish Psychotherapeutic System
- Dialogue With Deviance

2001 - *The Trance of Terror, Psycho-Religious FundaMentalism: Roots and Remedies (De la Mikdash (Templu) la Midrash - Funda-mentalism psihologic si iudaismul)
- Dia-logo Therapy: Psychonarration and PaRDeS
- Re-Biographing and Deviance: Psychotherapeutic Narrativism and the Midrash

- 1990 - Kium besod hatzimtzum - model hitnahaguti lefi hahassidut hakabalit - (Existența în taina autolimitării - model comportamental după hasidisimul cabalist)
- 1994 - Natzrut vepsihiatria - teologia shemeakhorey hapsihologia (Creștinism si psihiatrie - teologia din spatele psihologiei)
- 1994 - Shivim panim lahaiym - Re-biografia midrashit kepsihoterapia ishit - (Viața are șaptezeci de fețe  - Re-biografia midrașică ca psihoterapie personală)
- 1995 - Pardes- Hanèfesh - Hagesher hapsihotherapeuti beyn ratzionali lemisti (Pardes - Livada sufletului - punte terapeutică între rațional și mistic)
- 1997 Psihologia yehudit vehassidit  (Psihologie iudaica și hasidică)
- 2000 - articolul Psychology and Judaism in International Encyclopedia of Judaism
- 2005 - Shkhol vehaagadá hahayá Lo hamaasè ikar ela hamaassiyá (Doliu si povestea vie:Nu fapta e esențialul, ci povestirea)
- 2008 - Al hahaiym vehaalmavet:Dimuyey Gan Eden kemeaztvey hitnahagut - natzrut, yahadut, islam (Despre viață și nemuririre - Reprezentari despre Paradis ca plăsmuitoare  de comportament - în creștinism, iudaism, islam)
- 2010 - Mavo lapsihologia shel hatzimtzum: Teoria yehudit bemadaéy hahevrá (Introducere la psihologia auto-limitării: O teorie iudaică în științele sociale)

## Premii și distincții
- 2003 -  Studii de psihologie și iudaism , volum în onoarea lui Mordehai Rotenberg, redactori:Shahar Arazi, Michal Fechler, Baruch Cahana, consilieri știinșifici:Moshe Idel, Avshalom Elitzur, Harvey Goldberg, Yehuda Libas,  Aviezer Ravitzki, Zeev Klein, editura Yediot Aharonot.
- 2009 - Premiul Israel - pentru asistența socială